# Andy Butler
Andrew Peter Butler (Doncaster, 4 novembre 1983) è un allenatore di calcio ed ex calciatore inglese, di ruolo difensore.

## Palmarès

### Giocatore

#### Competizioni nazionali
- Football League One: 1

Scunthorpe: 2006-2007